# 吉母層
吉母層（よしもそう、Yoshimo Formation）は、日本の前期白亜紀の豊西層群に属する層単元の地層名である。1931年に小林貞一により命名され、この論文で使用された吉母濱介層が、清末層群（豊西層群を参照）の創設時に本層群上部の層単元名として採用された。1954年に松本達郎によって現在の名称となる。

## 概要
吉母層は、下関市吉母を模式地とし、その北方の下関市豊浦町室津下に孤立して分布、東へ下関市内日上から内日下、植田、阿内、菊川町七見へと連続的に分布し、層厚が東に向かって薄化・尖滅する。清末層を整合に覆い、下部白亜系関門層群脇野亜層群に不整合に覆われる。本層は、汽水生貝類を産する砂岩泥岩互層からなる主部と、砂岩、礫岩などからなる上部（または最上部）に区分されているが、内日以東では主部と上部に区分されていない。本層主部と上部を、それぞれ下部層、上部層とする文献もある。吉母地域では吉母層上部の基底には軽微な浸食面が観察されている。
吉母層上部の岩相は、脇野亜層群の陸水成の岩相との識別を困難にする漸移的特徴から、脇野亜層群下部層（脇野地域の千石層に対比される）と同時異相とする見解があるが、模式地である吉母浦の吉母層上部が分布するエリアは、2009年発行の日本地方地質誌に掲載の地質図において、断層によって分断され、その大部分の層序が脇野亜層群下部層ではなく脇野亜層群中上部層に変更されている。しかし、吉母層上部の全体の層序については、他の地域の層序においても砂岩・礫岩層を基調とした岩相が報告されている。吉母層上部に対比されている岩相からはCrassostrea ryosekiensis（かつてのExogyra ryosekiensis）が見出されているが、脇野亜層群に変更された吉母浦など、石灰質ノジュールの記載のある地域から汽水生貝類の報告はない。1958年に長谷晃によって、脇野亜層群の淡水生巻貝類のBrotiopsis kobayashiiが吉母層主部から報告されたが、後にこれらは汽水生のMelanoides yoshimoensisとして新種記載されている。
地質年代に関しては、吉母層から産出する吉母動物群の国内対比により推定されており、とくに熊本県八代地域に分布する川口層の汽水生貝化石群との共通種が多く、吉母層の年代は、1982年に松本達郎ほかにより、前期白亜紀のバランギニアン期から前期オーテリビアン期と推定されている（清末層を参照）。
2014年に吉母層から、青木ほかによってバレミアン期/アプチアン期境界を示す125Maの砕屑性ジルコンのコンコーディア法によるU-Pb年代が報告されているが、これが吉母層の年代を示すか否かの議論はなされていない。同じ岩石サンプルのU-Pb年代を測定したジルコン粒子の中で最も若い年代をもつ粒子のコンコーディア年代は、堆積年代よりもかなり若い年代値が報告されるケースもあり、年代データの取り扱いには十分な注意が必要となる。

## 化石
吉母層からは、汽水生貝類の化石が産し、カキ礁を形成するマガキ属（かつてイタボガキ属やエクソギラと同定されたもの）や、シジミ科の二枚貝など特定のタクサの密集や、二枚貝・巻貝類のタクサが散在ないし混在して産する岩相など各層準に認められる。